# Perú (stacja metra)
Perú - stacja metra w Buenos Aires na linii A. Leży między stacjami Plaza de Mayo i Piedras. Stacja została otwarta 1 grudnia 1913.